# Agabus regimbarti
Agabus regimbarti is een keversoort uit de familie waterroofkevers (Dytiscidae). De wetenschappelijke naam van de soort is voor het eerst geldig gepubliceerd in 1906 door Zaitzev.